# Mimosa argentinensis
Mimosa argentinensis là một loài thực vật có hoa trong họ Đậu. Loài này được Burkart miêu tả khoa học đầu tiên.